# 阿維斯塔公司
阿维斯塔公司（Avista Corporation）是一家美国能源公司。阿维斯塔公司为住宅、企業和工廠提供電力和天然气。服务范围覆蓋华盛顿州东部、爱达荷州北部、俄勒冈州南部和东部的部分地区，面积达78,000平方公里，人口150万。
该公司成立于1889年，当时名为华盛顿水电公司（Washington Water Power Company）。1999年1月1日起更名為阿维斯塔公司。